# محمود المبحوح
محمود عبدالرؤوف المبحوح (۱۴ فوریه ۱۹۶۰ در اردوگاه جبالیا، نوار غزه - ۱۹ ژانویه ۲۰۱۰ در دُبی) یکی از فرماندهان رده بالای حماس و یکی از بنیانگذاران گردان‌های عزالدین قسام شاخه نظامی حماس بود. وی در ۱۹ ژانویه ۲۰۱۰ در هتل روتانا دُبی کشته شد. رئیس پلیس دُبی اعلام کرد با قاطعیت ۹۹٪ موساد را عامل این قتل می داند.